# Danmarks herrlandskamper i fotboll 1908–1919
Danmarks herrlandskamper i fotboll 1908–1919 omfattar bland annat OS i London 1908 och OS i Stockholm 1912. I OS 1908 förlorade Danmark mot Storbritannien med 0–2 men vann mot Frankrikes B- och A-lag med 9–0 respektive 17–1. Fram till den 8 oktober 1916 var det endast Storbritannien som hade vunnit mot Danmark.

## Matcher

### 1908
| 1 | 19 oktober 1908 | Danmark                                                                                             | 9 – 0   | Frankrike B | Olympiska spelen                                                              |                                                                               |
|   |                 | Nil Middelboe 10′, 50′ Vilhelm Wolfhagen 14′, 17′, 67′, 72′ Harald Bohr 25′, 46′ Sophus Nielsen 78′ | (4 – 0) |             | White City Stadium, London Publik: 5 000 Domare: Thomas Kyle (Storbritannien) | White City Stadium, London Publik: 5 000 Domare: Thomas Kyle (Storbritannien) |
|   |                 | |         |             | White City Stadium, London Publik: 5 000 Domare: Thomas Kyle (Storbritannien) | White City Stadium, London Publik: 5 000 Domare: Thomas Kyle (Storbritannien) |
|   |                 | |         |             | White City Stadium, London Publik: 5 000 Domare: Thomas Kyle (Storbritannien) | White City Stadium, London Publik: 5 000 Domare: Thomas Kyle (Storbritannien) |

| 2 | 22 oktober 1908 | Danmark | 17 – 10 | Frankrike A         | Olympiska spelen                                                                  |                                                                                   |
|   |                 | Sophus Nielsen 3′, 4′, 6′, 39′, 46′, 48′, 52′, 64′, 66′, 76′ August Lindgren 18′, 37′ Vilhelm Wolfhagen 60′, 72′, 82′, 89′ Nils Middelboe 68′ | (6 – 1) | 16′ Émile Sartorius | White City Stadium, London Publik: 1 000 Domare: Thomas Campbell (Storbritannien) | White City Stadium, London Publik: 1 000 Domare: Thomas Campbell (Storbritannien) |
|   |                 | |         |                     | White City Stadium, London Publik: 1 000 Domare: Thomas Campbell (Storbritannien) | White City Stadium, London Publik: 1 000 Domare: Thomas Campbell (Storbritannien) |
|   |                 | |         |                     | White City Stadium, London Publik: 1 000 Domare: Thomas Campbell (Storbritannien) | White City Stadium, London Publik: 1 000 Domare: Thomas Campbell (Storbritannien) |

| 3 | 24 oktober 1908 | Storbritannien                                 | 2 – 0   | Danmark | Olympiska spelen                                                              |                                                                               |
|   |                 | Frederick Chapman 20′ Vivian John Woodward 46′ | (1 – 0) |         | White City Stadium, London Publik: 12 000 Domare: John Lewis (Storbritannien) | White City Stadium, London Publik: 12 000 Domare: John Lewis (Storbritannien) |
|   |                 |                                                |         |         | White City Stadium, London Publik: 12 000 Domare: John Lewis (Storbritannien) | White City Stadium, London Publik: 12 000 Domare: John Lewis (Storbritannien) |
|   |                 |                                                |         |         | White City Stadium, London Publik: 12 000 Domare: John Lewis (Storbritannien) | White City Stadium, London Publik: 12 000 Domare: John Lewis (Storbritannien) |

### 1910
| 4 | 5 maj 1910 | Danmark                                   | 2 – 1   | England                 | Vänskapsmatch                                                                   |                                                                                 |
|   |            | August Lindgren 10′ Vilhelm Wolfhagen 75′ | (1 – 0) | 55′ William Henry Steer | KB's ground, Köpenhamn Publik: 12 000 Domare: John Hargreaves Pearson (England) | KB's ground, Köpenhamn Publik: 12 000 Domare: John Hargreaves Pearson (England) |
|   |            |                                           |         |                         | KB's ground, Köpenhamn Publik: 12 000 Domare: John Hargreaves Pearson (England) | KB's ground, Köpenhamn Publik: 12 000 Domare: John Hargreaves Pearson (England) |
|   |            |                                           |         |                         | KB's ground, Köpenhamn Publik: 12 000 Domare: John Hargreaves Pearson (England) | KB's ground, Köpenhamn Publik: 12 000 Domare: John Hargreaves Pearson (England) |

### 1911
| 5 | 21 oktober 1911 | England | 0 – 3   | Danmark                                       | Vänskapsmatch                                                                 |                                                                               |
|   |                 |         | (0 – 1) | 40′, 85′ Gordon Hoare 50′ George William Webb | Park Royal, London Publik: 4 000 Domare: Christiaan Groothoff (Nederländerna) | Park Royal, London Publik: 4 000 Domare: Christiaan Groothoff (Nederländerna) |
|   |                 |         |         |                                               | Park Royal, London Publik: 4 000 Domare: Christiaan Groothoff (Nederländerna) | Park Royal, London Publik: 4 000 Domare: Christiaan Groothoff (Nederländerna) |
|   |                 |         |         |                                               | Park Royal, London Publik: 4 000 Domare: Christiaan Groothoff (Nederländerna) | Park Royal, London Publik: 4 000 Domare: Christiaan Groothoff (Nederländerna) |

### 1912
| 6 | 30 juni 1912 | Danmark                                                                                    | 7 – 0   | Norge | Olympiska spelen                                               |                                                                |
|   |              | Anthon Olsen 4′, 60′, 70′ Nils Middelboe 25′ Vilhelm Wolfhagen 37′ Sophus Nielsen 85′, 88′ | (3 – 0) |       | Råsunda, Stockholm Publik: 700 Domare: Ruben Gelbord (Sverige) | Råsunda, Stockholm Publik: 700 Domare: Ruben Gelbord (Sverige) |
|   |              |                                                                                            |         |       | Råsunda, Stockholm Publik: 700 Domare: Ruben Gelbord (Sverige) | Råsunda, Stockholm Publik: 700 Domare: Ruben Gelbord (Sverige) |
|   |              |                                                                                            |         |       | Råsunda, Stockholm Publik: 700 Domare: Ruben Gelbord (Sverige) | Råsunda, Stockholm Publik: 700 Domare: Ruben Gelbord (Sverige) |

| 7 | 2 juli 1912 | Danmark                                                  | 4 – 1   | Nederländerna            | Olympiska spelen                                                         |                                                                          |
|   |             | Emil Jørgensen 7′ Anthon Olsen 14′, 87′ Poul Nielsen 37′ | (3 – 0) | 85′ (sjm.) Harald Hansen | Stockholms stadion, Stockholm Publik: 6 000 Domare: Ede Herczog (Ungern) | Stockholms stadion, Stockholm Publik: 6 000 Domare: Ede Herczog (Ungern) |
|   |             |                                                          |         |                          | Stockholms stadion, Stockholm Publik: 6 000 Domare: Ede Herczog (Ungern) | Stockholms stadion, Stockholm Publik: 6 000 Domare: Ede Herczog (Ungern) |
|   |             |                                                          |         |                          | Stockholms stadion, Stockholm Publik: 6 000 Domare: Ede Herczog (Ungern) | Stockholms stadion, Stockholm Publik: 6 000 Domare: Ede Herczog (Ungern) |

| 8 | 4 juli 1912 | Storbritannien                                           | 4 – 2   | Danmark               | Olympiska spelen                                                               |                                                                                |
|   |             | Harold Walden 10′ Gordon Hoare 22′, 41′ Arthur Berry 43′ | (4 – 1) | 27′, 81′ Anthon Olsen | Råsunda, Stockholm Publik: 25 000 Domare: Christiaan Groothoff (Nederländerna) | Råsunda, Stockholm Publik: 25 000 Domare: Christiaan Groothoff (Nederländerna) |
|   |             |                                                          |         |                       | Råsunda, Stockholm Publik: 25 000 Domare: Christiaan Groothoff (Nederländerna) | Råsunda, Stockholm Publik: 25 000 Domare: Christiaan Groothoff (Nederländerna) |
|   |             |                                                          |         |                       | Råsunda, Stockholm Publik: 25 000 Domare: Christiaan Groothoff (Nederländerna) | Råsunda, Stockholm Publik: 25 000 Domare: Christiaan Groothoff (Nederländerna) |

| 9 | 6 oktober 1912 | Danmark                               | 3 – 1   | Tyskland               | Vänskapsmatch                                                                        |                                                                                      |
|   |                | Nils Middelboe 25′, 67′ Alf Olsen 55′ | (1 – 0) | 87′ (str.) Adolf Jäger | Idrætsparken, Köpenhamn Publik: 10 000 Domare: Herbert James Willing (Nederländerna) | Idrætsparken, Köpenhamn Publik: 10 000 Domare: Herbert James Willing (Nederländerna) |
|   |                |                                       |         |                        | Idrætsparken, Köpenhamn Publik: 10 000 Domare: Herbert James Willing (Nederländerna) | Idrætsparken, Köpenhamn Publik: 10 000 Domare: Herbert James Willing (Nederländerna) |
|   |                |                                       |         |                        | Idrætsparken, Köpenhamn Publik: 10 000 Domare: Herbert James Willing (Nederländerna) | Idrætsparken, Köpenhamn Publik: 10 000 Domare: Herbert James Willing (Nederländerna) |

### 1913
| 10 | 25 maj 1913 | Danmark | 8 – 0   | Sverige | Vänskapsmatch                                                                         |                                                                                       |
|    |             | Kristian Gyldenstein 17′, 56′, 61′ Anthon Olsen 20′, 44′ Vilhelm Wolfhagen 39′ Poul Nielsen 53′ Nils Middelboe 57′ | (4 – 0) |         | Idrætsparken, Köpenhamn Publik: 8 000 Domare: A. H. M. Meerum-Terwogt (Nederländerna) | Idrætsparken, Köpenhamn Publik: 8 000 Domare: A. H. M. Meerum-Terwogt (Nederländerna) |
|    |             | |         |         | Idrætsparken, Köpenhamn Publik: 8 000 Domare: A. H. M. Meerum-Terwogt (Nederländerna) | Idrætsparken, Köpenhamn Publik: 8 000 Domare: A. H. M. Meerum-Terwogt (Nederländerna) |
|    |             | |         |         | Idrætsparken, Köpenhamn Publik: 8 000 Domare: A. H. M. Meerum-Terwogt (Nederländerna) | Idrætsparken, Köpenhamn Publik: 8 000 Domare: A. H. M. Meerum-Terwogt (Nederländerna) |

| 11 | 5 oktober 1913 | Sverige | 00 – 10 | Danmark                                                                                   | Vänskapsmatch                                                               |                                                                             |
|    |                |         | (0 – 4) | 5′, 10′, 29′, 47′, 50′, 53′ Poul Nielsen 40′, 70′ Sven Knudsen 63′, 85′ Vilhelm Wolfhagen | Stockholms stadion, Stockholm Publik: 8 000 Domare: George Miller (England) | Stockholms stadion, Stockholm Publik: 8 000 Domare: George Miller (England) |
|    |                |         |         |                                                                                           | Stockholms stadion, Stockholm Publik: 8 000 Domare: George Miller (England) | Stockholms stadion, Stockholm Publik: 8 000 Domare: George Miller (England) |
|    |                |         |         |                                                                                           | Stockholms stadion, Stockholm Publik: 8 000 Domare: George Miller (England) | Stockholms stadion, Stockholm Publik: 8 000 Domare: George Miller (England) |

| 12 | 26 oktober 1913 | Tyskland        | 1 – 4   | Danmark                       | Vänskapsmatch                                                                             |                                                                                           |
|    |                 | Adolf Jäger 44′ | (1 – 3) | 5′, 7′, 42′, 87′ Poul Nielsen | Victoria Sportplatz, Hamburg Publik: 15 000 Domare: Herbert James Willing (Nederländerna) | Victoria Sportplatz, Hamburg Publik: 15 000 Domare: Herbert James Willing (Nederländerna) |
|    |                 |                 |         |                               | Victoria Sportplatz, Hamburg Publik: 15 000 Domare: Herbert James Willing (Nederländerna) | Victoria Sportplatz, Hamburg Publik: 15 000 Domare: Herbert James Willing (Nederländerna) |
|    |                 |                 |         |                               | Victoria Sportplatz, Hamburg Publik: 15 000 Domare: Herbert James Willing (Nederländerna) | Victoria Sportplatz, Hamburg Publik: 15 000 Domare: Herbert James Willing (Nederländerna) |

### 1914
| 13 | 17 maj 1914 | Danmark                                       | 4 – 3   | Nederländerna                                                 | Vänskapsmatch                                                           |                                                                         |
|    |             | Poul Nielsen 20′, 63′, 69′ Sophus Nielsen 68′ | (1 – 3) | 11′, 34′ Wouter Marinus Buitenweg 33′ Henri François de Groot | Idrætsparken, Köpenhamn Publik: 13 000 Domare: Sophus Nielsen (England) | Idrætsparken, Köpenhamn Publik: 13 000 Domare: Sophus Nielsen (England) |
|    |             |                                               |         |                                                               | Idrætsparken, Köpenhamn Publik: 13 000 Domare: Sophus Nielsen (England) | Idrætsparken, Köpenhamn Publik: 13 000 Domare: Sophus Nielsen (England) |
|    |             |                                               |         |                                                               | Idrætsparken, Köpenhamn Publik: 13 000 Domare: Sophus Nielsen (England) | Idrætsparken, Köpenhamn Publik: 13 000 Domare: Sophus Nielsen (England) |

| 14 | 5 juni 1913 | Danmark                                              | 3 – 0   | England | Vänskapsmatch                                                                        |                                                                                      |
|    |             | Sven Knudsen 20′ Sophus Nielsen 43′ Poul Nielsen 71′ | (2 – 0) |         | Idrætsparken, Köpenhamn Publik: 18 500 Domare: Herbert James Willing (Nederländerna) | Idrætsparken, Köpenhamn Publik: 18 500 Domare: Herbert James Willing (Nederländerna) |
|    |             |                                                      |         |         | Idrætsparken, Köpenhamn Publik: 18 500 Domare: Herbert James Willing (Nederländerna) | Idrætsparken, Köpenhamn Publik: 18 500 Domare: Herbert James Willing (Nederländerna) |
|    |             |                                                      |         |         | Idrætsparken, Köpenhamn Publik: 18 500 Domare: Herbert James Willing (Nederländerna) | Idrætsparken, Köpenhamn Publik: 18 500 Domare: Herbert James Willing (Nederländerna) |

### 1915
| 15 | 6 juni 1915 | Danmark                           | 2 – 0   | Sverige | Vänskapsmatch                                                                       |                                                                                     |
|    |             | Anthon Olsen 47′ Poul Nielsen 62′ | (0 – 0) |         | Idrætsparken, Köpenhamn Publik: 11 000 Domare: Herman Adriaan Tromp (Nederländerna) | Idrætsparken, Köpenhamn Publik: 11 000 Domare: Herman Adriaan Tromp (Nederländerna) |
|    |             |                                   |         |         | Idrætsparken, Köpenhamn Publik: 11 000 Domare: Herman Adriaan Tromp (Nederländerna) | Idrætsparken, Köpenhamn Publik: 11 000 Domare: Herman Adriaan Tromp (Nederländerna) |
|    |             |                                   |         |         | Idrætsparken, Köpenhamn Publik: 11 000 Domare: Herman Adriaan Tromp (Nederländerna) | Idrætsparken, Köpenhamn Publik: 11 000 Domare: Herman Adriaan Tromp (Nederländerna) |

| 16 | 19 september 1915 | Danmark                                                                                                | 8 – 1   | Norge                       | Vänskapsmatch                                                       |                                                                     |
|    |                   | Poul Nielsen 23′, 37′, 71′ Anthon Olsen 28′, 65′, 77′ Michael Rohde 53′ Svend Aage Castella 80′ (str.) | (3 – 1) | 20′ Halfdan Ditlev-Simonsen | Idrætsparken, Köpenhamn Publik: 5 000 Domare: Erik Alstam (Sverige) | Idrætsparken, Köpenhamn Publik: 5 000 Domare: Erik Alstam (Sverige) |
|    |                   | |         |                             | Idrætsparken, Köpenhamn Publik: 5 000 Domare: Erik Alstam (Sverige) | Idrætsparken, Köpenhamn Publik: 5 000 Domare: Erik Alstam (Sverige) |
|    |                   | |         |                             | Idrætsparken, Köpenhamn Publik: 5 000 Domare: Erik Alstam (Sverige) | Idrætsparken, Köpenhamn Publik: 5 000 Domare: Erik Alstam (Sverige) |

| 17 | 31 oktober 1915 | Sverige | 0 – 2   | Danmark                           | Vänskapsmatch                                                                     |                                                                                   |
|    |                 |         | (0 – 2) | 4′ Poul Nielsen 30′ Michael Rohde | Råsunda, Stockholm Publik: 16 000 Domare: A. H. M. Meerum-Terwogt (Nederländerna) | Råsunda, Stockholm Publik: 16 000 Domare: A. H. M. Meerum-Terwogt (Nederländerna) |
|    |                 |         |         |                                   | Råsunda, Stockholm Publik: 16 000 Domare: A. H. M. Meerum-Terwogt (Nederländerna) | Råsunda, Stockholm Publik: 16 000 Domare: A. H. M. Meerum-Terwogt (Nederländerna) |
|    |                 |         |         |                                   | Råsunda, Stockholm Publik: 16 000 Domare: A. H. M. Meerum-Terwogt (Nederländerna) | Råsunda, Stockholm Publik: 16 000 Domare: A. H. M. Meerum-Terwogt (Nederländerna) |

### 1916
| 18 | 4 juni 1916 | Danmark               | 2 – 0   | Sverige | Vänskapsmatch                                                                       |                                                                                     |
|    |             | Poul Nielsen 19′, 48′ | (1 – 0) |         | Idrætsparken, Köpenhamn Publik: 20 000 Domare: Herman Adriaan Tromp (Nederländerna) | Idrætsparken, Köpenhamn Publik: 20 000 Domare: Herman Adriaan Tromp (Nederländerna) |
|    |             |                       |         |         | Idrætsparken, Köpenhamn Publik: 20 000 Domare: Herman Adriaan Tromp (Nederländerna) | Idrætsparken, Köpenhamn Publik: 20 000 Domare: Herman Adriaan Tromp (Nederländerna) |
|    |             |                       |         |         | Idrætsparken, Köpenhamn Publik: 20 000 Domare: Herman Adriaan Tromp (Nederländerna) | Idrætsparken, Köpenhamn Publik: 20 000 Domare: Herman Adriaan Tromp (Nederländerna) |

| 19 | 25 juni 1916 | Norge | 0 – 2   | Danmark                | Vänskapsmatch                                                            |                                                                          |
|    |              |       | (0 – 0) | 75′, 82′ Michael Rohde | Frogner Stadion, Kristiania Publik: 12 000 Domare: Erik Alstam (Sverige) | Frogner Stadion, Kristiania Publik: 12 000 Domare: Erik Alstam (Sverige) |
|    |              |       |         |                        | Frogner Stadion, Kristiania Publik: 12 000 Domare: Erik Alstam (Sverige) | Frogner Stadion, Kristiania Publik: 12 000 Domare: Erik Alstam (Sverige) |
|    |              |       |         |                        | Frogner Stadion, Kristiania Publik: 12 000 Domare: Erik Alstam (Sverige) | Frogner Stadion, Kristiania Publik: 12 000 Domare: Erik Alstam (Sverige) |

| 20 | 8 oktober 1916 | Sverige                                                                     | 4 – 0   | Danmark | Vänskapsmatch                                                                     |                                                                                   |
|    |                | Carl Karlstrand 3′ Karl Gustafsson 28′ Ivar Svensson 49′ Rune Bergström 75′ | (2 – 0) |         | Råsunda, Stockholm Publik: 18 000 Domare: A. H. M. Meerum-Terwogt (Nederländerna) | Råsunda, Stockholm Publik: 18 000 Domare: A. H. M. Meerum-Terwogt (Nederländerna) |
|    |                |                                                                             |         |         | Råsunda, Stockholm Publik: 18 000 Domare: A. H. M. Meerum-Terwogt (Nederländerna) | Råsunda, Stockholm Publik: 18 000 Domare: A. H. M. Meerum-Terwogt (Nederländerna) |
|    |                |                                                                             |         |         | Råsunda, Stockholm Publik: 18 000 Domare: A. H. M. Meerum-Terwogt (Nederländerna) | Råsunda, Stockholm Publik: 18 000 Domare: A. H. M. Meerum-Terwogt (Nederländerna) |

| 21 | 15 oktober 1916 | Danmark                                                                     | 8 – 0   | Norge | Vänskapsmatch                                                        |                                                                      |
|    |                 | Michael Rohde 2′, 10′, 57′ Anthon Olsen 12′ Poul Nielsen 25′, 40′, 47′, 70′ | (5 – 0) |       | Idrætsparken, Köpenhamn Publik: 10 000 Domare: Erik Alstam (Sverige) | Idrætsparken, Köpenhamn Publik: 10 000 Domare: Erik Alstam (Sverige) |
|    |                 |                                                                             |         |       | Idrætsparken, Köpenhamn Publik: 10 000 Domare: Erik Alstam (Sverige) | Idrætsparken, Köpenhamn Publik: 10 000 Domare: Erik Alstam (Sverige) |
|    |                 |                                                                             |         |       | Idrætsparken, Köpenhamn Publik: 10 000 Domare: Erik Alstam (Sverige) | Idrætsparken, Köpenhamn Publik: 10 000 Domare: Erik Alstam (Sverige) |

### 1917
| 22 | 3 juni 1917 | Danmark            | 1 – 1   | Sverige            | Vänskapsmatch                                                                |                                                                              |
|    |             | Sophus Nielsen 68′ | (0 – 1) | 43′ Erik Börjesson | Idrætsparken, Köpenhamn Publik: 25 000 Domare: Hagbard Vestergaard (Danmark) | Idrætsparken, Köpenhamn Publik: 25 000 Domare: Hagbard Vestergaard (Danmark) |
|    |             |                    |         |                    | Idrætsparken, Köpenhamn Publik: 25 000 Domare: Hagbard Vestergaard (Danmark) | Idrætsparken, Köpenhamn Publik: 25 000 Domare: Hagbard Vestergaard (Danmark) |
|    |             |                    |         |                    | Idrætsparken, Köpenhamn Publik: 25 000 Domare: Hagbard Vestergaard (Danmark) | Idrætsparken, Köpenhamn Publik: 25 000 Domare: Hagbard Vestergaard (Danmark) |

| 23 | 17 juni 1917 | Norge               | 1 – 2   | Danmark                                    | Vänskapsmatch                                                            |                                                                          |
|    |              | Johnny Helgesen 80′ | (0 – 0) | 70′ Alf Olsen 85′ (str.) Vilhelm Wolfhagen | Frogner Stadion, Kristiania Publik: 12 000 Domare: Ernst Albhn (Sverige) | Frogner Stadion, Kristiania Publik: 12 000 Domare: Ernst Albhn (Sverige) |
|    |              |                     |         |                                            | Frogner Stadion, Kristiania Publik: 12 000 Domare: Ernst Albhn (Sverige) | Frogner Stadion, Kristiania Publik: 12 000 Domare: Ernst Albhn (Sverige) |
|    |              |                     |         |                                            | Frogner Stadion, Kristiania Publik: 12 000 Domare: Ernst Albhn (Sverige) | Frogner Stadion, Kristiania Publik: 12 000 Domare: Ernst Albhn (Sverige) |

| 24 | 7 oktober 1917 | Danmark | 12 – 00 | Norge | Vänskapsmatch                                                        |                                                                      |
|    |                | Michael Rohde 6′, 34′ Victor Klein 10′, 14′, 30′ Paul Berth 68′ Poul Nielsen 70′, 74′, 76′, 78′, 80′ Alf Olsen 83′ | (5 – 0) |       | Idrætsparken, Köpenhamn Publik: 15 000 Domare: Ernst Albhn (Sverige) | Idrætsparken, Köpenhamn Publik: 15 000 Domare: Ernst Albhn (Sverige) |
|    |                | |         |       | Idrætsparken, Köpenhamn Publik: 15 000 Domare: Ernst Albhn (Sverige) | Idrætsparken, Köpenhamn Publik: 15 000 Domare: Ernst Albhn (Sverige) |
|    |                | |         |       | Idrætsparken, Köpenhamn Publik: 15 000 Domare: Ernst Albhn (Sverige) | Idrætsparken, Köpenhamn Publik: 15 000 Domare: Ernst Albhn (Sverige) |

| 25 | 14 oktober 1917 | Sverige             | 1 – 2   | Danmark                             | Vänskapsmatch                                                                     |                                                                                   |
|    |                 | Karl Gustafsson 47′ | (0 – 1) | 10′ Alf Olsen 75′ Christian Grøthan | Råsunda, Stockholm Publik: 20 000 Domare: A. H. M. Meerum-Terwogt (Nederländerna) | Råsunda, Stockholm Publik: 20 000 Domare: A. H. M. Meerum-Terwogt (Nederländerna) |
|    |                 |                     |         |                                     | Råsunda, Stockholm Publik: 20 000 Domare: A. H. M. Meerum-Terwogt (Nederländerna) | Råsunda, Stockholm Publik: 20 000 Domare: A. H. M. Meerum-Terwogt (Nederländerna) |
|    |                 |                     |         |                                     | Råsunda, Stockholm Publik: 20 000 Domare: A. H. M. Meerum-Terwogt (Nederländerna) | Råsunda, Stockholm Publik: 20 000 Domare: A. H. M. Meerum-Terwogt (Nederländerna) |

### 1918
| 26 | 2 juni 1918 | Danmark                                         | 3 – 0   | Sverige | Vänskapsmatch                                                                 |                                                                               |
|    |             | Carl Hansen 28′, 53′ Bruno Lindström 74′ (sjm.) | (1 – 0) |         | Idrætsparken, Köpenhamn Publik: 25 000 Domare: Per Christian Andersen (Norge) | Idrætsparken, Köpenhamn Publik: 25 000 Domare: Per Christian Andersen (Norge) |
|    |             |                                                 |         |         | Idrætsparken, Köpenhamn Publik: 25 000 Domare: Per Christian Andersen (Norge) | Idrætsparken, Köpenhamn Publik: 25 000 Domare: Per Christian Andersen (Norge) |
|    |             |                                                 |         |         | Idrætsparken, Köpenhamn Publik: 25 000 Domare: Per Christian Andersen (Norge) | Idrætsparken, Köpenhamn Publik: 25 000 Domare: Per Christian Andersen (Norge) |

| 27 | 16 juni 1918 | Norge                        | 3 – 1   | Danmark               | Vänskapsmatch                                                            |                                                                          |
|    |              | Johnn Helgesen 25′, 26′, 70′ | (2 – 0) | 88′ Christian Grøthan | Frogner Stadion, Kristiania Publik: 16 000 Domare: Ernst Albhn (Sverige) | Frogner Stadion, Kristiania Publik: 16 000 Domare: Ernst Albhn (Sverige) |
|    |              |                              |         |                       | Frogner Stadion, Kristiania Publik: 16 000 Domare: Ernst Albhn (Sverige) | Frogner Stadion, Kristiania Publik: 16 000 Domare: Ernst Albhn (Sverige) |
|    |              |                              |         |                       | Frogner Stadion, Kristiania Publik: 16 000 Domare: Ernst Albhn (Sverige) | Frogner Stadion, Kristiania Publik: 16 000 Domare: Ernst Albhn (Sverige) |

| 28 | 6 oktober 1918 | Danmark                                                                          | 4 – 0   | Norge | Vänskapsmatch                                                        |                                                                      |
|    |                | Carl Hansen 18′ Steen Steensen Blicher 24′ (str.) Alf Olsen 49′ Poul Nielsen 82′ | (2 – 0) |       | Idrætsparken, Köpenhamn Publik: 16 000 Domare: Ernst Albhn (Sverige) | Idrætsparken, Köpenhamn Publik: 16 000 Domare: Ernst Albhn (Sverige) |
|    |                |                                                                                  |         |       | Idrætsparken, Köpenhamn Publik: 16 000 Domare: Ernst Albhn (Sverige) | Idrætsparken, Köpenhamn Publik: 16 000 Domare: Ernst Albhn (Sverige) |
|    |                |                                                                                  |         |       | Idrætsparken, Köpenhamn Publik: 16 000 Domare: Ernst Albhn (Sverige) | Idrætsparken, Köpenhamn Publik: 16 000 Domare: Ernst Albhn (Sverige) |

| 29 | 20 oktober 1918 | Sverige        | 1 – 2   | Danmark                              | Vänskapsmatch                                                                |                                                                              |
|    |                 | Erik Hjelm 55′ | (0 – 1) | 34′ Valdemar Laursen 81′ Gunnar Aaby | Gamla Ullevi, Göteborg Publik: 10 960 Domare: Per Christian Andersen (Norge) | Gamla Ullevi, Göteborg Publik: 10 960 Domare: Per Christian Andersen (Norge) |
|    |                 |                |         |                                      | Gamla Ullevi, Göteborg Publik: 10 960 Domare: Per Christian Andersen (Norge) | Gamla Ullevi, Göteborg Publik: 10 960 Domare: Per Christian Andersen (Norge) |
|    |                 |                |         |                                      | Gamla Ullevi, Göteborg Publik: 10 960 Domare: Per Christian Andersen (Norge) | Gamla Ullevi, Göteborg Publik: 10 960 Domare: Per Christian Andersen (Norge) |

### 1919
| 30 | 5 juni 1919 | Danmark                                       | 3 – 0   | Sverige | Vänskapsmatch                                                                   |                                                                                 |
|    |             | Poul Nielsen 8′, 60′ Samuel Thorsteinsson 34′ | (2 – 0) |         | Idrætsparken, Köpenhamn Publik: 25 000 Domare: Johannes Mutters (Nederländerna) | Idrætsparken, Köpenhamn Publik: 25 000 Domare: Johannes Mutters (Nederländerna) |
|    |             |                                               |         |         | Idrætsparken, Köpenhamn Publik: 25 000 Domare: Johannes Mutters (Nederländerna) | Idrætsparken, Köpenhamn Publik: 25 000 Domare: Johannes Mutters (Nederländerna) |
|    |             |                                               |         |         | Idrætsparken, Köpenhamn Publik: 25 000 Domare: Johannes Mutters (Nederländerna) | Idrætsparken, Köpenhamn Publik: 25 000 Domare: Johannes Mutters (Nederländerna) |

| 31 | 12 juni 1919 | Danmark                                           | 5 – 1   | Norge                      | Vänskapsmatch                                                        |                                                                      |
|    |              | Poul Nielsen 24′, 42′, 59′ Michael Rohde 27′, 35′ | (4 – 1) | 12′ (str.) Johnny Helgesen | Idrætsparken, Köpenhamn Publik: 18 000 Domare: Ernst Albhn (Sverige) | Idrætsparken, Köpenhamn Publik: 18 000 Domare: Ernst Albhn (Sverige) |
|    |              |                                                   |         |                            | Idrætsparken, Köpenhamn Publik: 18 000 Domare: Ernst Albhn (Sverige) | Idrætsparken, Köpenhamn Publik: 18 000 Domare: Ernst Albhn (Sverige) |
|    |              |                                                   |         |                            | Idrætsparken, Köpenhamn Publik: 18 000 Domare: Ernst Albhn (Sverige) | Idrætsparken, Köpenhamn Publik: 18 000 Domare: Ernst Albhn (Sverige) |

| 32 | 21 september 1919 | Norge                                        | 3 – 2   | Danmark               | Vänskapsmatch                                                             |                                                                           |
|    |                   | Einar Gundersen 11′, 82′ Johnny Helgesen 77′ | (1 – 1) | 18′, 72′ Poul Nielsen | Holmen Gressbane, Kristiania Publik: 15 000 Domare: Ernst Albhn (Sverige) | Holmen Gressbane, Kristiania Publik: 15 000 Domare: Ernst Albhn (Sverige) |
|    |                   |                                              |         |                       | Holmen Gressbane, Kristiania Publik: 15 000 Domare: Ernst Albhn (Sverige) | Holmen Gressbane, Kristiania Publik: 15 000 Domare: Ernst Albhn (Sverige) |
|    |                   |                                              |         |                       | Holmen Gressbane, Kristiania Publik: 15 000 Domare: Ernst Albhn (Sverige) | Holmen Gressbane, Kristiania Publik: 15 000 Domare: Ernst Albhn (Sverige) |

| 33 | 12 oktober 1919 | Sverige                       | 3 – 0   | Danmark | Vänskapsmatch                                                                |                                                                              |
|    |                 | Herbert Carlsson 2′, 35′, 88′ | (2 – 0) |         | Stockholms stadion, Stockholm Publik: 25 000 Domare: John Howcroft (England) | Stockholms stadion, Stockholm Publik: 25 000 Domare: John Howcroft (England) |
|    |                 |                               |         |         | Stockholms stadion, Stockholm Publik: 25 000 Domare: John Howcroft (England) | Stockholms stadion, Stockholm Publik: 25 000 Domare: John Howcroft (England) |
|    |                 |                               |         |         | Stockholms stadion, Stockholm Publik: 25 000 Domare: John Howcroft (England) | Stockholms stadion, Stockholm Publik: 25 000 Domare: John Howcroft (England) |